# Mate Skelin
Mate Skelin (Zagabria, 13 dicembre 1974) è un allenatore di pallacanestro, dirigente sportivo ed ex cestista croato.

## Carriera
Con la Croazia ha disputato due edizioni dei Campionati europei (2001, 2003).

## Palmarès
- Campionato russo: 1

CSKA Mosca: 1999-2000
- Campionato francese: 1

Pau-Orthez: 2003-04
- Campionato croato: 1

Cibona Zagabria: 2005-06
- Coppa di Croazia: 2

Cibona Zagabria: 2001
- Coppa di Francia: 1

Le Mans: 2004
- Campione di Bulgaria (2007)
- Coppa di Bulgaria: 1

Academic Sofia: 2007